# بوغت (اسکیل)
بوغت (به ترکی استانبولی: Büğet) یک منطقهٔ مسکونی در ترکیه است که در اسکیل واقع شده‌است.